# Rosie Ledet
Mary Roszela Bellard, conocida como Rosie Ledet  es una cantante y acordeonista criolla de zydeco, nacida en Church Point, Luisiana (Estados Unidos), el 25 de octubre de 1971.
Nacida y crecida en un entorno rural, en el que el zydeco estaba presente con frecuencia, Rosie Ledet tomó contacto con el género a los dieciséis años, tras presenciar un concierto de Boozoo Chavis en uno de los clubs legendarios de zydeco, Richard's, en Lawtell. Su futuro marido, Morris Ledet, que tocaba el acordeón, fue quien le enseñó la técnica y, posteriormente, cambió al bajo para acompañar a Rosie, y la presentó a DJ Bad Weather, uno de los productores históricos de zydeco. Tanto DJ Bad como Floyd Soileau, de la compañía discográfica Maison de Soul, quedaron impresionados por Rosie y firmaron un contrato por 5 discos, el primero de los cuales, "Sweet Brown Sugar", se publicó en 1994, tras un gira exitosa por Texas.
Poseedora de un estilo muy personal y poderoso, algunos críticos la han comparado con la posición que grupos como The Allman Brothers Band tuvieron, en su momento, respecto del blues sureño.

## Discografía
- 1994 Sweet Brown Sugar (Maison de Soul)
- 1995 Zesty Zydeco (Maison de Soul)
- 1997 Zydeco Sensation (Maison de Soul)
- 1999 I'm a Woman (Maison de Soul)
- 2000 It's a Groove Thing! (Maison de Soul)
- 2001 Show Me Something (Maison de Soul)
- 2003 Now's the Time (Maison de Soul)
- 2005 Pick It Up (Maison de Soul)